# Одесская государственная филармония
Оде́сская госуда́рственная филармо́ния (Новая биржа) — одна из крупнейших концертных организаций Одессы, основанная в 1931 году. В том же году был официально создан её симфонический оркестр. В филармонии содержится два зала: камерный и концертный. Филармония расположена в здании Одесской «новой» биржи.

## История филармонии
Предшественником данного здания явилось Одесское филармоническое общество, которое было создано в 1842 году. В него входили как музыканты, так и известные деятели Одессы, а также литераторы, военные. Обществом давались благотворительные концерты и материально поддерживало начинающих артистов. В 1840-х годах на сцене филармонии выступали братья Венявские, композитор и пианист Ференц Лист. С 1925 года в здании стали проводиться концерты симфонической музыки.
Дирижёром симфонического оркестра Одесской филармонии стал профессор Одесской консерватории Леонид Могилевский. Также, за дирижёрским пультом оркестра стояли Александр Глазунов, Александр Гаук, Константин Иванов, Курт Зандерлинг, Натан Рахлин, Юрий Симонов, Юрий Темирканов, Евгений Светланов; в сопровождении оркестра выступали Эмиль Гилельс, Владимир Горовиц, Давид Ойстрах, Леонид Коган, Мстислав Ростропович.

### История здания филармонии
Филармония находится в историческом центре Одессы. Построенное в 1899 году здание первоначально предназначалось для проведения биржевых торгов, и потому в нём размещалась Новая купеческая биржа, которую возвели взамен Старой биржи, что на Приморском бульваре. Эта необходимость была вызвана увеличением экспорта зерна через порт города, появлением в нём железной дороги и, соответственно, ростом торговых сделок. В советские времена, когда плановая торговля пришла на смену биржевой, здание сменило своё предназначение: многие годы здесь располагались разные общественно-государственные организации, проходили пленарные заседания, организовывались литературные вечера. С 1946 года здание биржи заняла Одесская филармония.
Первозданный облик здания практически без изменений сохранился до нашего времени. Авторство исходного проекта его постройки принадлежало архитектору В. И. Прохаски из Вены, эскиз которого оказался лучшим из тридцати, предложенных на всемирный конкурс. Проект был переработан главным городским архитектором А. И. Бернардацци, впоследствии вложивший все свои знания и опыт в его строительство, длившееся около 5 лет. Заведовал строительством А. И. Бернардацци при помощи автора проекта Викентия Прохаски и архитектора В. А. Домбровского.
Интерьеры и экстерьер были оформлены скульпторами М. Л. Молинари, Л. Д. Менционе, Б. В. Эдуардсом:109.
Для здания биржи, возведённого в стиле венецианского неоренессанса, был взят за основу Палаццо Дукале в Венеции:25.

## Галерея

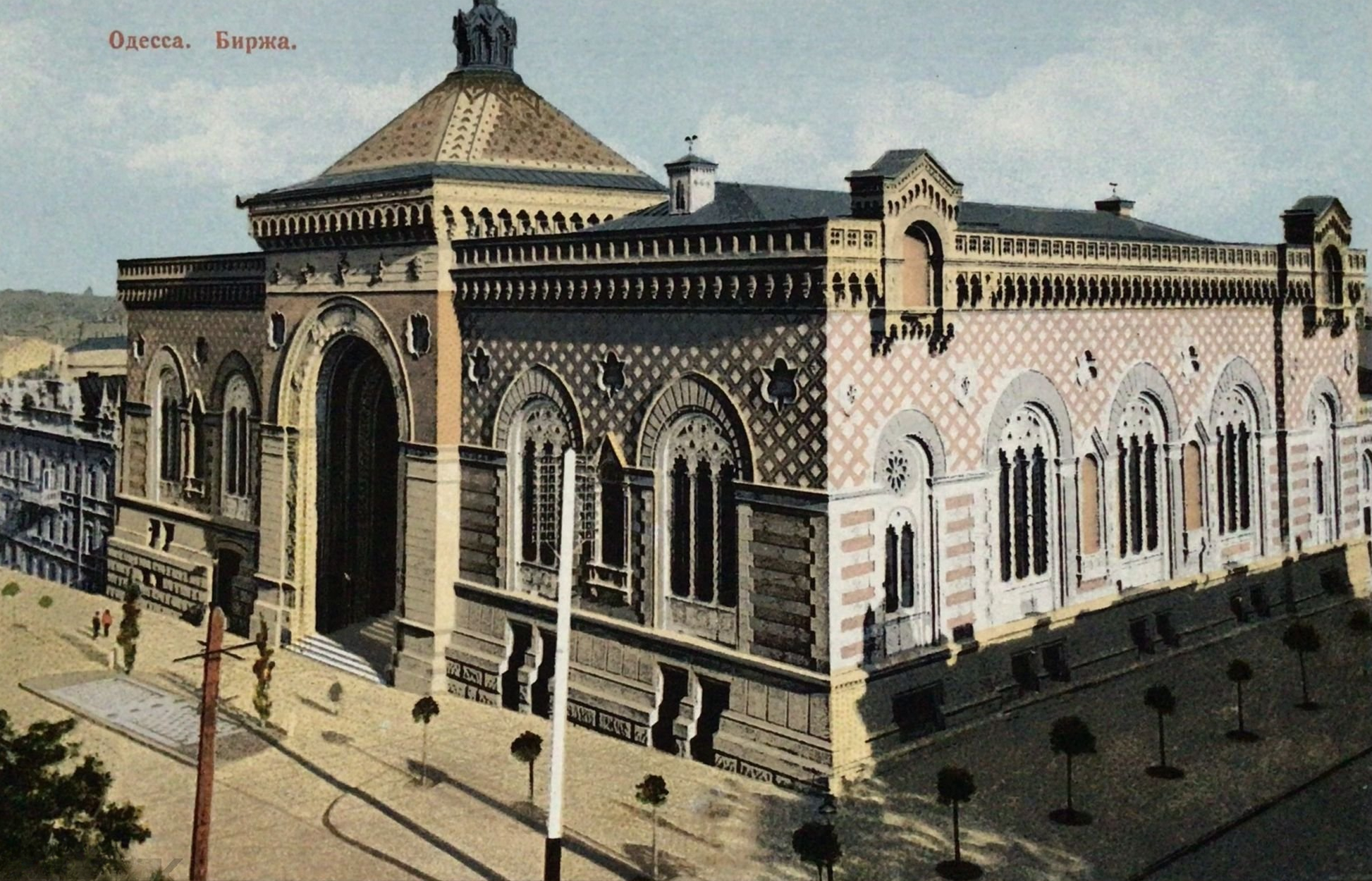
Здание Новой купеческой биржи, 1900 год
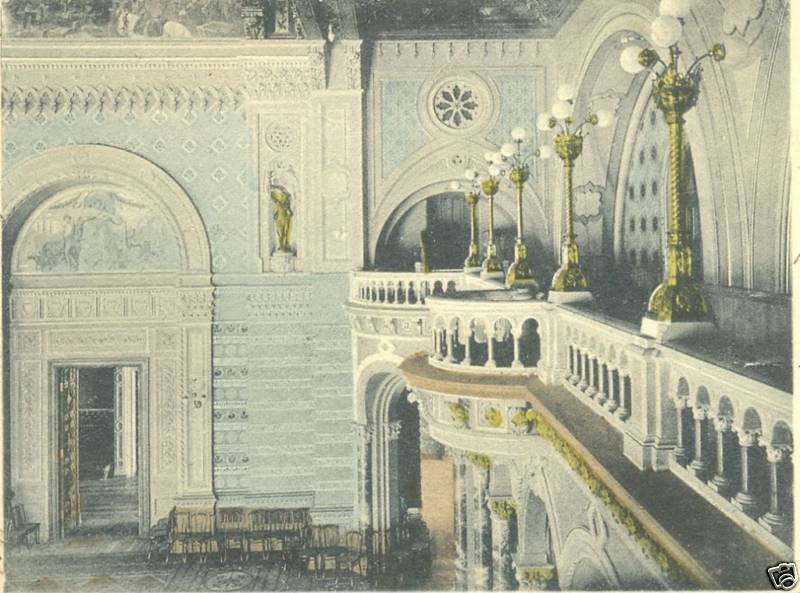
Вид внутреннего убранства главного зала Новой купеческой биржи. Открытка начала XX века
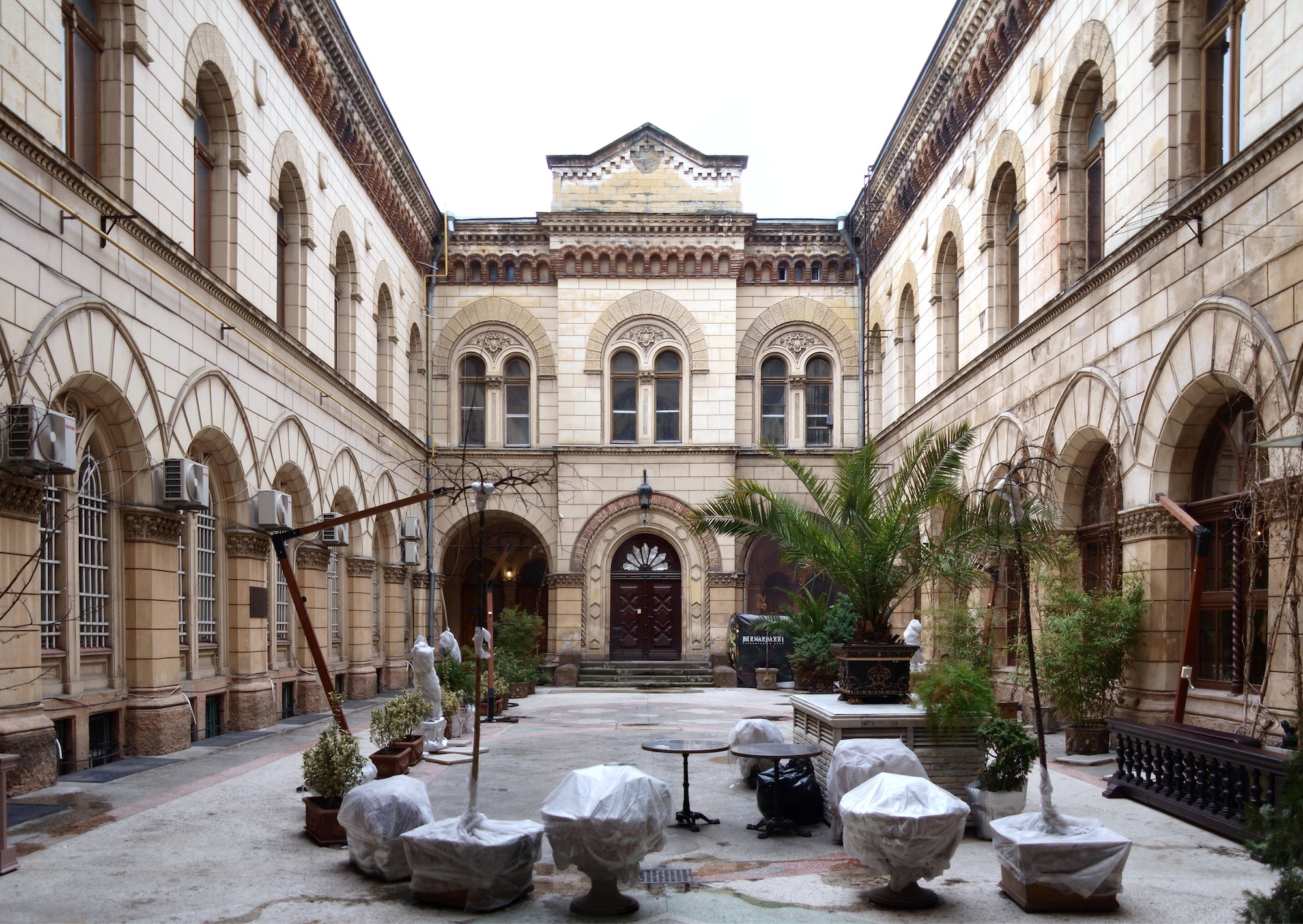
Внутренний двор, современный вид
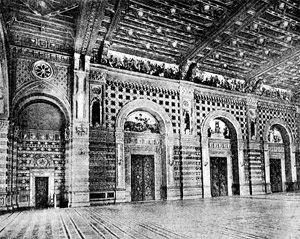
Концертный зал, 1899 год
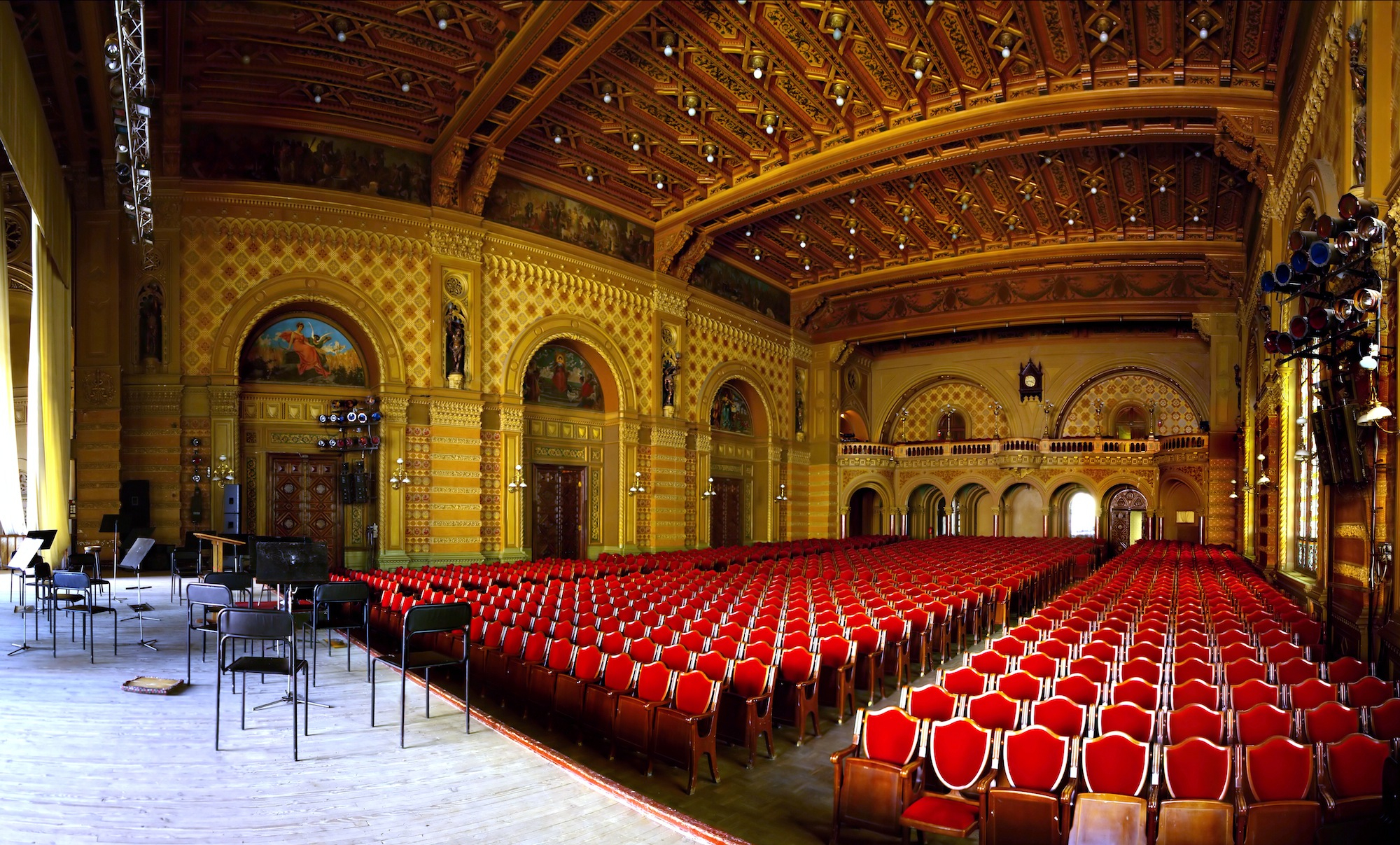
Концертный зал, современный вид